# Eric Mobley
Eric Mobley (Bronx, 1º febbraio 1970 – Los Angeles, 2 giugno 2021) è stato un cestista statunitense, professionista nella NBA.

## Carriera
Venne selezionato dai Milwaukee Bucks al primo giro del Draft NBA 1994 (18ª scelta assoluta).